# 퀴큰앤써
주식회사 퀴큰앤써 (영어: Quicken Answer Inc.)는 대한민국의 IT 기업이다. 기업명의 공식 약칭은 QA이다. 2020년 설립되었고, 질의응답 플랫폼인 힌트 등 모바일 서비스를 제공하고 있다.

## 역사
2020년 11월 24일 주식회사 퀴큰앤써가 설립되었다.
2021년 5월 빅데이터 기반 실시간으로 질의응답하는 리얼타임 지식정보 공유 플랫폼, 힌트 첫번째 베타버전을 출시하였다.

## 발자취
| 연도 | 월 | 내용                                                            |
| ---- | -- | --------------------------------------------------------------- |
| 2021 | 10 | 2021 제5회 G밸리 창업경진대회 우수상 수상                       |
| 2021 | 10 | The DMZ incubator accelerating program (Canada)                 |
| 2021 | 09 | KOTRA AI Open Innovation Center 선정                            |
| 2021 | 09 | 제피러스랩 엑셀러레이팅 프로그램                                |
| 2021 | 09 | 기술보증기금 기보 벤처캠프 선정                                 |
| 2021 | 08 | 힌트 인스타그램 채널 오픈                                       |
| 2021 | 07 | 한국엔젤투자협회 엑셀러레이팅 프로그램                          |
| 2021 | 06 | 중소벤처기업부 린스타트업 선정                                  |
| 2021 | 05 | 빅데이터 기반 실시간 Q&A 및 지식공유 플랫폼, 힌트 베타버전 출시 |
| 2021 | 03 | 힌트 유튜브채널 오픈                                            |
| 2021 | 03 | 한국데이터산업진흥원 데이터바우처 선정                          |
| 2021 | 03 | 기술특허 출원 : 실시간 질문답변 서비스 제공 방법 및 장치        |
| 2020 | 11 | 종로타워로 본사 이전                                            |
| 2020 | 11 | 주식회사 퀴큰앤써 설립                                          |
| 2020 | 9  | 중소벤처기업부 예비창업패키지 선정                              |
| 2020 | 8  | 힌트 상표권 출원                                                |